# NASA World Wind

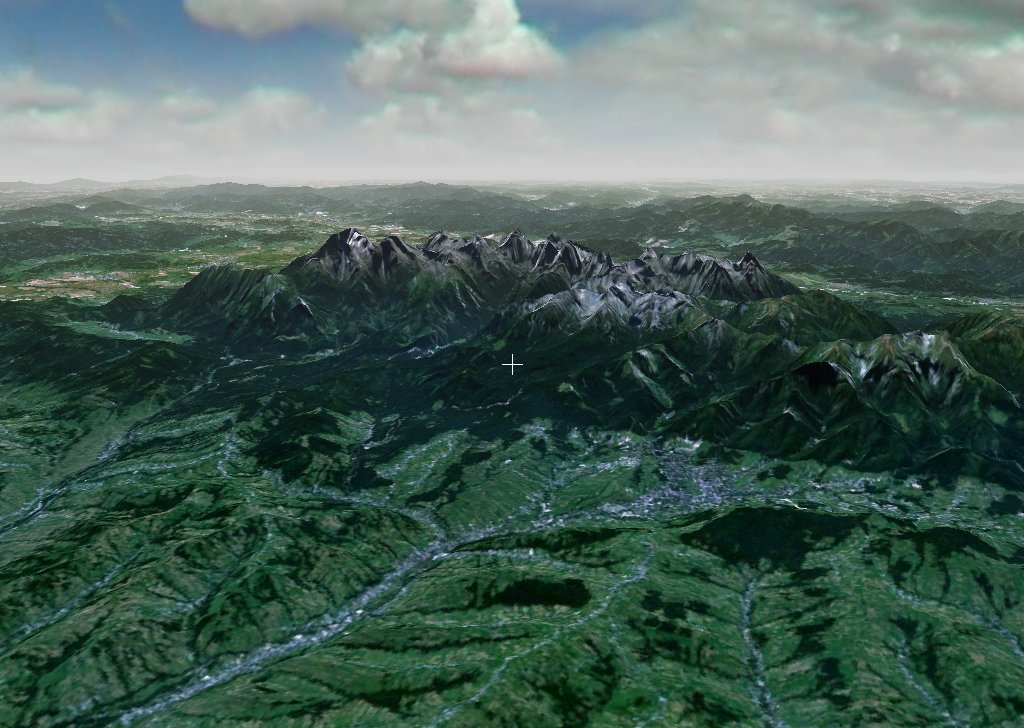
Tatry – NLT Landsat Visible + SRTM (wysokość zwiększona 2x)

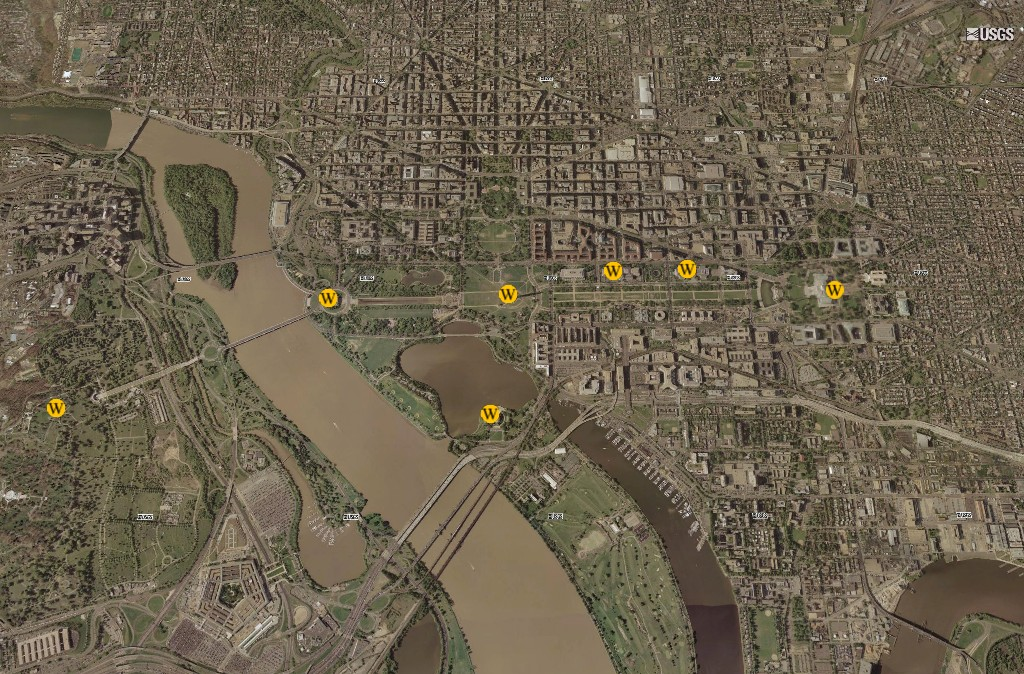
Waszyngton – widoczne odnośniki do Wikipedii

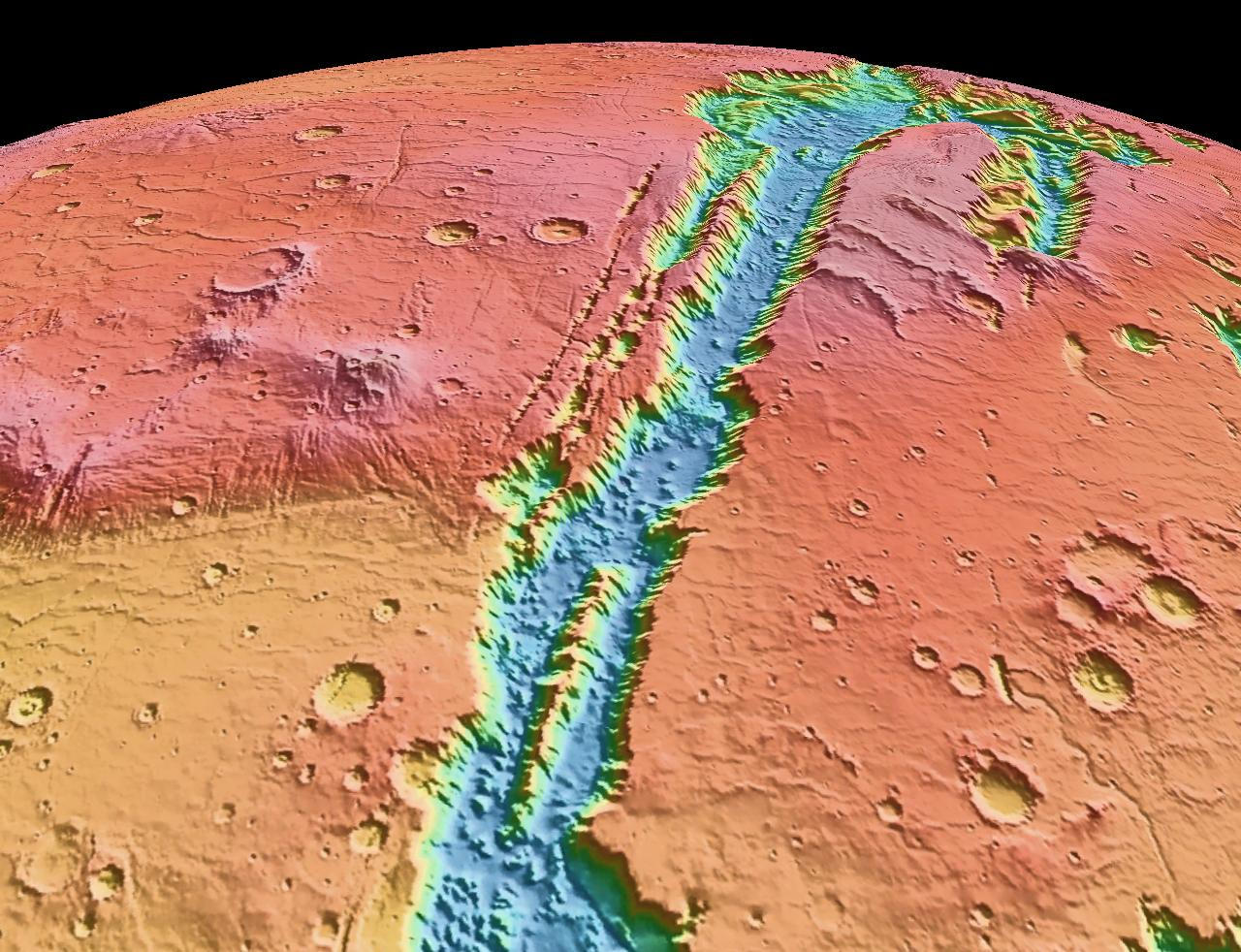
Valles Marineris – warstwa MOLA shaded relief

Animacja prezentująca efekty świetlne i atmosferyczne

World Wind – stworzony przez NASA i społeczność otwartego oprogramowania program komputerowy, który wyświetla wysokiej jakości zdjęcia satelitarne i lotnicze, mapy topograficzne oraz publicznie dostępne dane geograficzne na trójwymiarowych modelach Ziemi, Księżyca oraz Marsa (dostępne są również Wenus oraz Jowisz wraz z 4 księżycami, jednak już bez danych 3D, a także mapy gwiazd i galaktyk z projektu Sloan Digital Sky Survey). Użytkownik może dowolnie zmieniać swoje położenie, wysokość i kąt widzenia. Możliwe jest również wyświetlanie granic administracyjnych, nazw geograficznych oraz siatki współrzędnych. Od 3 maja 2019 roku program ten nie jest wspierany.

## Funkcje dodatkowe
- wyszukiwanie miejscowości i innych obiektów geograficznych (pozwala znaleźć nawet niewielkie polskie wsie);
- pomiar odległości;
- współpraca z odbiornikami GPS;
- wbudowana przeglądarka internetowa;
- klient WMS (Web Map Service) umożliwiający dostęp do tysięcy serwerów z mapami;
- Rapid Fire MODIS – satelitarne zdjęcia procesów zachodzących w atmosferze i na powierzchni Ziemi (wybuchy wulkanów, huragany, powodzie etc.);
- NRL Realtime Weather – aktualne animacje pogodowe;
- import plików shp (ESRI Shapefile) oraz kml/kmz (Keyhole Markup Language);
- baza nazw geograficznych i granic administracyjnych;
- realistyczne efekty wizualne (cieniowanie terenu i rozpraszanie atmosferyczne, zmieniające się z ruchem Słońca);
- wygodne dzielenie się odnośnikami do poszczególnych miejsc (przykładowo: kliknięcie w poniższy link albo jego skopiowanie i wklejenie do WW otworzy w programie widok na Tatry i Zakopane worldwind://goto/world=Earth&lat=49.26050&lon=19.99335&alt=10710&dir=149.1&tilt=61.7);

## Zestawy danych
World Wind umożliwiał korzystanie z następujących zestawów danych:

### Ziemia
- Blue Marble Next Generation – 12 widoków Ziemi, pokazujących m.in. zmiany w pokrywie śniegowej w ciągu roku (rozdzielczość 500 metrów na piksel)
- Landsat 7
  - NLT Landsat (Visible/Pseudo Color) (30m/px)
  - i-cubed ESAT (15m/px)
  - Geocover 1990 (Landsat 4 i 5) (30m/px)
  - Geocover 2000 (15m/px)
  - OnEarth (Visible/Pseudo Color) (15m/px)
- United States Geological Survey – zdjęcia i mapy USA
  - USGS Digital Ortho – zdjęcia czarno-białe (1m/px)
  - USGS Urban Area Ortho – kolorowe zdjęcia obszarów miejskich (25 cm/px)
  - USGS Topo Maps – mapy topograficzne
- ZoomIt! – szczegółowe mapy i zdjęcia niektórych obszarów w Nowej Zelandii, Australii i USA
- SRTM (SRTM30Plus/SRTMv2/USGS NED) – trójwymiarowy model terenu (w tym dane batymetryczne)

### Księżyc
- Clementine (40xx – kolor, 30xx – czarno-białe)
- Shaded Elevation Map – mapa hipsometryczna z cieniowaniem

### Mars
- MOC (Mars Global Surveyor – Mars Orbiter Camera)
- MOLA (MGS – Mars Orbiter Laser Altimeter)
- THEMIS (Mars Odyssey – Thermal Emission Imaging System)
- MDIM (Viking – Mars Digital Image Model)

### Wenus
- Magellan Imaging Radar (Color/Greyscale)
- Shaded Elevation Map

## Dodatki i wtyczki
Funkcjonalność programu można zwiększyć poprzez zastosowanie jednego z następujących typów dodatków:
- punkty – pliki XML zawierające lokalizacje wybranych miejsc
- szlaki – wyświetlanie granic, tras i linii
- skrypty – pliki sterujące ruchem kamery w programie
- obrazy – zestawy zdjęć ukazujące dany obszar
- wtyczki – małe programy (napisane w .NET), umożliwiające zarówno dostęp do nowych danych jak i rozszerzające możliwości samego WW
(jeden z takich wtyczek wtyczka Virtual Earth pozwala na dostęp do danych z serwisu Windows Live Local)

## World Wind Java SDK
W maju 2007 ukazała się wczesna wersja specjalnego zestawu narzędzi dla programistów, którzy chcą wykorzystać elementy WW w swoich programach. SDK zostało stworzone w języku Java i korzysta z biblioteki JOGL (Java OpenGL), dzięki czemu można z niego korzystać również na systemach Linux i Mac OS (w przeciwieństwie do samego programu World Wind opartego na bibliotekach DirectX i .NET Framework, dostępnego jedynie dla systemu Windows).

## Konkurencja
Google Earth, znany poprzednio pod nazwą Keyhole, uznawany jest za konkurenta dla NASA World Wind. Wygląd, obsługa oraz podstawowe funkcje obu programów są całkiem podobne. Często uważa się też Google Earth za program lepszy (chodzi tu głównie o wyższą rozdzielczość zdjęć obszarów znajdujących się poza terytorium USA). Porównania te opierają się jednak na nadmiernym uproszczeniu – tak naprawdę obie aplikacje mają odmienne cele i różnych użytkowników.
Google Earth to program komercyjny (o zamkniętym kodzie źródłowym i korzystający z płatnych źródeł danych) skierowany do użytkownika, który poszukuje przede wszystkim rozrywki. Niektóre funkcje są dostępne jedynie w płatnych wersjach programu. Użycie zdjęć do zastosowań profesjonalnych jest ograniczone przez restrykcyjne licencje.
World Wind rozpowszechniany jest na licencji otwartego oprogramowania i korzysta z publicznie dostępnych danych (dzięki czemu można go wykorzystywać w celach komercyjnych bezpłatnie). Pozwala również na znacznie większe dostosowanie do potrzeb użytkownika (swobodny wybór wyświetlanych warstw, zastosowanie różnego rodzaju dodatków – komunikacja z GPS itp.) bez ponoszenia dodatkowych kosztów.